# Рејмор (Мисури)
Рејмор (енгл. Raymore) град је у америчкој савезној држави Мисури.

## Демографија
По попису из 2010. године број становника је 19.206, што је 8.06 (72,3%) становника више него 2000. године.
| Група             | 2000.          | 2010.          |
| Белци             | 10.453 (93,8%) | 16.426 (85,5%) |
| Афроамериканци    | 205 (1,8%)     | 1.506 (7,8%)   |
| Азијати           | 74 (0,7%)      | 160 (0,8%)     |
| Хиспаноамериканци | 226 (2,0%)     | 624 (3,2%)     |
| Укупно            | 11.146         | 19.206         |